# Vörös zászló

Vörös zászló

A vörös zászló a politikában a szocializmust, a kommunizmust, a marxizmust, a szakszervezeteket, és úgy általában a baloldali politikai erőket szimbolizáló jelkép. A baloldali politizálással a francia forradalom (1789–1799) hatására kapcsolódott össze, később a munkásmozgalom egyik legismertebb szimbóluma lett.
A szocialisták az 1848-as forradalmak, a Népek tavasza idején vették át és a kommunizmus jelképévé vált az 1871-es párizsi kommün hatására. Számos szocialista állam, mint a Kínai Népköztársaság, Vietnám, vagy az egykori Szovjetunió zászlajának az alapját a vörös zászló adja.
A francia forradalom előtt a vörös zászlóra a dac és a harc szimbólumaként tekintettek, emellett a bátorsághoz, az áldozathozatalhoz, a vérhez és általában a forradalomhoz kapcsolódik. Napjainkban leggyakrabban május elsején a munka ünnepén találkozhatunk vele, ami a nemzetközi munkásmozgalom legnagyobb és legismertebb ünnepe szerte a világ legtöbb országában.

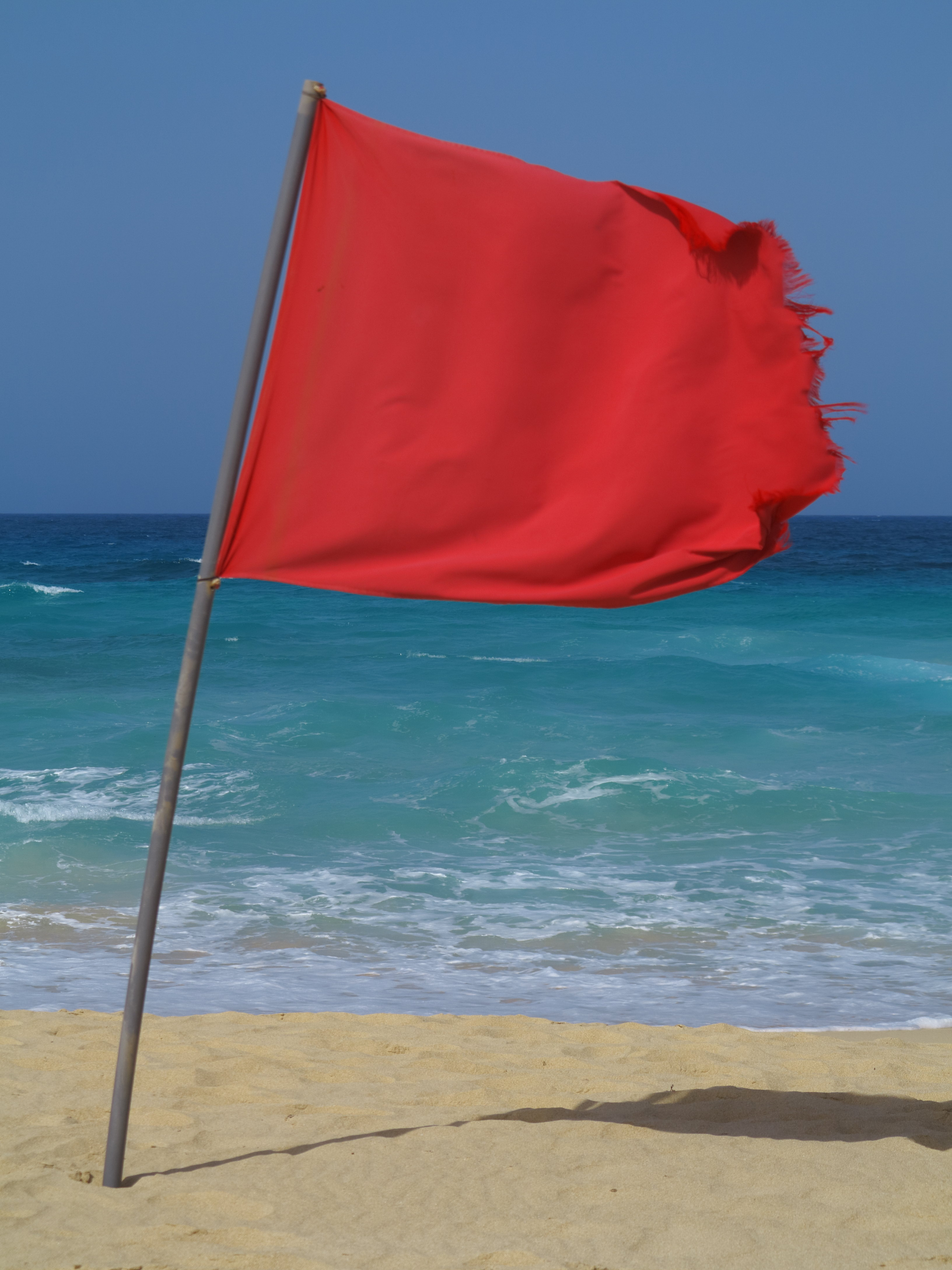
Vörös zászló lengedezik a Kanári-szigetekhez tartozó Fuerteventura tengerpartján